# Pneumonitis
Der Begriff Pneumonitis steht für eine entzündliche Veränderung der Lunge. Im Gegensatz zur Pneumonie sind die Auslöser jedoch keine Mikroorganismen wie Bakterien oder Pilze, sondern in der Regel pneumotoxisch wirkende Einflüsse wie hochenergetische Strahlung oder Medikamente, also Noxen physikalischer und chemischer Art.

## Ursachen
Ursächlich können beispielsweise zahlreiche Medikamente, insbesondere auch solche, die im Rahmen einer Chemotherapie eingesetzt werden, sein. Zudem legen klinische Beobachtungen nahe, dass Fluorchinolon-Antibiotika Pneumonitiden mit akutem Atemversagen und persistierenden interstitiellen Infiltraten auslösen können. Auch die Strahlentherapie kann insbesondere in den bestrahlten Bereichen eine Pneumonitis auslösen. Weitere Ursachen können Pflanzengifte oder auch die Einatmung pneumotoxisch wirkender Substanzen (z. B. Fluorcarbonverbindungen, Cobalt- oder Wolfram) sein. Ergänzend können auch Erkrankungen wie die Urämie in seltenen Fällen zur Pneumonitis führen.
Auch durch irritierende und toxische Aerosole, die durch die Verwendung als Inhalts- oder Zusatzstoffe in E-Zigaretten oder andere "vaping"-Geräte (Verdampfer) eingesetzt werden, können alveoläre und interstitielle Lungenschädigungen hervorgerufen werden. Durch die nicht-legale Verwendung von Vitamin-E-Acetat als Streckmittel zum Verdampfen von Tetrahydrocannabinol kam es ab August 2019 in den USA zu einer Epidemie akuter toxischer Lungenschädigungen mit interstitieller Pneumonitis, die als "e-cigarette, or vaping, product use associated lung injury" (EVALI) bezeichnet wurden.

## Klinische Erscheinung
Die Pneumonitis zeigt unspezifische Lungensymptome wie meist trockenen Husten, Atemnot und in manchen Fälle auch leichte Körpertemperaturerhöhung. Die Diagnose wird aus Anamnese und klinischen Symptomen, ergänzt durch Lungenfunktionsprüfung, Röntgenbild der Lunge, sowie bei Bedarf Computertomogramm und Bronchoskopie mit bronchoalveolärer Lavage gestellt. Feingeweblich findet sich dabei typischerweise das Bild einer interstitiellen Pneumonie.

## Therapie
Die Therapie sollte, sofern möglich, darin bestehen, die Einwirkung der Ursachen zu beseitigen. Symptomatisch kann auch die Gabe von Corticosteroiden angezeigt sein.